# Alexandr Abushajmetov
Alexandr Veniamínovich Abushajmetov –en ruso, Александр Вениаминович Абушахметов– (Biskek, URSS, 21 de julio de 1954-Moscú, 10 de junio de 1996) fue un deportista soviético que compitió en esgrima, especialista en la modalidad de espada.
Participó en dos Juegos Olímpicos de Verano, obteniendo una medalla de bronce en Moscú 1980, en la prueba por equipos (junto con Ashot Karaguian, Boris Lukomski, Alexandr Mozhayev y Vladimir Smirnov), y el quinto lugar en Montreal 1976, en la misma prueba.
Ganó tres medallas en el Campeonato Mundial de Esgrima entre los años 1977 y 1979.

## Palmarés internacional
| Juegos Olímpicos   | Juegos Olímpicos         | Juegos Olímpicos  | Juegos Olímpicos   |
| Año                | Lugar                    | Medalla           | Prueba             |
| ------------------ | ------------------------ | ----------------- | ------------------ |
| 1980               | Moscú (URSS)             | Medalla de bronce | Espada por equipos |
| Campeonato Mundial |                          |                   |                    |
| Año                | Lugar                    | Medalla           | Prueba             |
| 1977               | Buenos Aires (Argentina) | Medalla de bronce | Espada por equipos |
| 1978               | Hamburgo (RFA)           | Medalla de plata  | Espada por equipos |
| 1979               | Melbourne (Australia)    | Medalla de oro    | Espada por equipos |